# 拉科利利亚
拉科利利亚，是西班牙卡斯蒂利亚-莱昂阿维拉省的一个市镇。 总面积11km2, 总人口259人（2001年），人口密度24人/km2。